# Alphonse Laveran

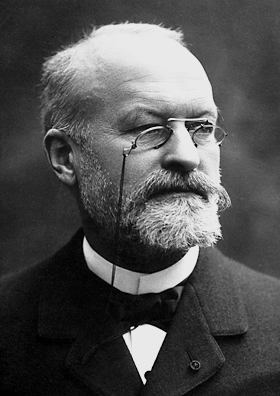
Charles Laveran

Charles Louis Alphonse Laveran (* 18. Juni 1845 in Paris; † 18. Mai 1922 ebenda) war ein französischer Mediziner und Bakteriologe, vor allem auf dem Gebiet der Tropenkrankheiten. Er entdeckte 1880 die Malariaplasmodien und erhielt 1907 den Nobelpreis für Physiologie oder Medizin.

## Forschungsinteresse
Charles Louis Laveran beschäftigte sich vor allem nach seiner Zeit als Militärarzt mit der Tropenkrankheit Malaria und ihren Auslösern. In Algerien gelang es ihm, die ersten Erreger zu isolieren und als Einzeller (Protozoen) zu beschreiben. Diese Entdeckung brachte ihm den ersten internationalen Ruhm. Der Erreger wurde nach ihm zunächst „Laverania malariae“ bzw. „Laveran'scher Körper“ genannt. Später arbeitete er mit vielen anderen Kollegen an  der Erforschung weiterer Krankheitserreger, vor allem an Trypanosomen. Dabei beschäftigte er sich zuerst mit den Trypanosomen in verschiedenen Tieren wie Vögeln, Fischen, Schildkröten, Weidevieh und später auch mit denen, die Krankheiten beim Menschen auslösen, wie Nagana und Surra und vor allem die berüchtigte Schlafkrankheit. Besonders seine Arbeiten über Trypanosoma gambiense führten zu bedeutenden Ergebnissen.

## Lebenslauf
Laveran wurde am 18. Juni 1845 als Sohn des Militärarztes und Professors an der École de Val-de-Grâce, Louis Théodore Laveran, und dessen Frau Marie-Louise Anselme Guénard de la Tour am heutigen Boulevard Saint-Michel in Paris geboren. 1863 wurde er an der Schule für Allgemeinmedizin in Straßburg eingeschrieben und wechselte 1866 an die allgemeinen Krankenhäuser in derselben Stadt. 1867 promovierte er über die Regeneration der Nerven. 1870, während des Deutsch-Französischen Krieges, ging Laveran als medizinischer Offizier nach Metz. Er nahm an der Schlacht bei Gravelotte und der Belagerung von Metz teil, die am 27. Oktober 1870 mit der Kapitulation der Festung endete.
1874 bekam er den Lehrstuhl für Militärische Erkrankungen und Epidemien an der École de Val-de-Grâce, den vorher sein Vater innehatte. 1878 bis 1883 wurde Laveran nach Bône in Algerien geschickt, wo er seine Studien zu Malaria begann. In der Stadt Constantine entdeckte er 1880 im Blut seiner von Malaria befallenen Patienten, vor allem daran erkrankte Soldaten, die Erreger der Malaria und stellte sie in Rom der wissenschaftlichen Öffentlichkeit vor. Im Jahre 1884 wurde Laveran Professor für Militärhygiene an der École de Val-de-Grâce. 1889 bekam er für die Entdeckung des Erregers der Malaria den Bréant-Preis der Akademie der Wissenschaften. 1894 wurde er führender medizinischer Offizier am Militärkrankenhaus in Lille, später Direktor für Gesundheitsdienste des 11. Armee-Korps in Nantes.  1896 bis 1907 arbeitete Laveran am Pasteur-Institut in Paris. Dort forschte er über verschiedene Krankheitserreger, vor allem über Haematozoa, Trypanosomen und andere Einzeller. 1908 gründete er die Société de Pathologie Exotique und blieb für zwölf Jahre Präsident der Vereinigung.
Charles Louis Alphonse Laveran heiratete 1885 Sophie Marie Pidancet. Sie hatten keine Kinder.

## Ehrungen
- Im Jahr 1895 erhielt er die Cothenius-Medaille der Leopoldina.[2]
- Im Jahr 1895 wurde Laveran Mitglied der Pariser Akademie der Wissenschaften, 1895 auch deren Ehrenmitglied.[1]
- 1907 bekam Alphonse Laveran den Nobelpreis für Physiologie oder Medizin „in Anerkennung seiner Arbeit über die Rolle, die Einzeller (Protozoen) als Krankheitserreger spielen.“ Die Hälfte des Preisgeldes stiftete er dem Pasteur-Institut zum Ausbau des Labors für Tropische Medizin.
- 1916 Wahl zum auswärtigen Mitglied der Royal Society.
- 1921 wurde er zum Ehrenmitglied (Honorary Fellow) der Royal Society of Edinburgh gewählt.[3]
- Er ist seit 1929 einer der 23 ursprünglichen Namen auf dem Fries der London School of Hygiene and Tropical Medicine, die Personen aufführen, die sich um öffentliche Gesundheit und Tropenmedizin verdient gemacht haben.
- 2009 wurde der Mondkrater Laveran nach ihm benannt.[4]

## Schriften (Auswahl)
- Titres et travaux scientifiques du Docteur A. Laveran. A. Lahure, Paris 1892 (Digitalisat).
- Recherches expérimentales sur la régénération des nerfs. Thèse, Straßburg 1867 (Digitalisat).
- Traité des maladies et épidémies des armées. Masson, Paris 1875 (Digitalisat).
- Nature parasitaire des accidents de l’impaludisme. Description d’un nouveau parasite trouvé dans le sang des malades atteints de fièvre palustre. J. B. Baillière, Paris 1881 (Digitalisat).
- Traité des fièvres palustres, avec la description des microbes du paludisme. O. Doin, Paris 1884 (Digitalisat).
- Du paludisme et son hématozoaire, Masson, Paris 1891 (Digitalisat).
- Du paludisme. Gauthier-Villars, Paris 1892 (Digitalisat).
  - Paludism. The New Sydenham society, London 1893 (Digitalisat).
- Les Hématozoires de l’homme et des animaux. Rueff, Paris 1895 (Digitalisat).
- Traité du paludisme. Masson, Paris 1898 (Digitalisat).
- Zusammen mit F. Mesnil. Trypanosomes et Trypanosomiases. Masson, Paris 1904 (Digitalisat).
  - Trypanosomes et Trypanosomiases. W. T. Keener, Chicago 1907 (Digitalisat).